# Чарлип, Реми
Реми Чарлип (англ. Remy Charlip; 1929, Бруклин — 14 августа 2012, Сан-Франциско) — американский художник, хореограф, танцовщик, театральный режиссёр

 и дизайнер. Известен также как автор и иллюстратор детских книг.

## Биография
Родился в 1929 году в Бруклине, Нью-Йорк в семье литовских евреев. Интерес и талант к визуальным искусствам проявились довольно рано — обучаясь в школе, занимался украшением учебных кабинетов к праздникам. В детстве хотел стать клоуном или фермером.

### Образование
Поступил в Высшую текстильную школу Штраубенмюллера на Манхэттене (ныне Образовательный комплекс Байарда Растина), затем учился в колледже Купер Юнион, который окончил в 1949 году. В Купер Юньоне Чарлип изучал искусства, но по окончании понял, что «как художник он безнадежен».

### Хореография и театр
Обратился к театру и хореографии; получал стипендию Колледжа Рид, работал над костюмами для постановок Бонни Берд — «Свадьба на Эйфелевой башне» Жана Кокто и «Единственная ревность Эмер» Уильяма Батлера Йейтса. Во время обучения в колледже познакомился с молодым американским композитором Лу Харрисоном. Именно через Харрисона, который учился вместе с Джоном Кейджем у Арнольда Шенберга, Чарлип знакомился с миром послевоенного авангарда Нью-Йорка, в том числе с Мерсом Каннингемом. Узнав, что Чарлип умеет рисовать и у него хорошо получаются каллиграфические работы, Каннингем заказал ему дизайн флаера. Впоследствии Чарлип присоединился к труппе Каннингема в качестве танцовщика и участвовал в представлениях в течение следующих 12 лет. Параллельно занимался дизайном костюмов. В течение этого времени активно выступал и с другими коллективами по стране; с 1951 по 1954 год посещал экспериментальный колледж искусств города Чёрная гора (Северная Каролина), где преподавал Лу Харрисон. Там он познакомился с ключевыми художниками США второй половины XX века — Сай Твомбли, Виллем де Кунинг и другие. По приглашению актрисы Джудит Малина и поэта и художника Джулиан Бек присоединился к экспериментальному «Живому театру». Танцевал в постановке по Гертруде Стайн «Доктор Фаустус зажигает огни», а также разрабатывал графическое оформление постановки. В 1958 году Чарлип присоединился к театральной труппе Paper Bag Players, занимавшейся постановкой спектаклей для детей.
Получил две премии Obie (Obie — премия за внебродвейские театральные постановки).
В 1970 году срежиссировал открытие Павильона Пепси на Всемирной выставке в Осаке, дизайном и технологической разработкой которого занимался Роберт Раушенберг и его коллеги по Experiments in Art and Technology.
Самым известным вкладом Чарлипа в хореографию стали так называемые «танцы по почте» (airmail dances). В 1971 году он пообещал поставить танец своей знакомой, но впоследствии об этом забыл, и, когда ему об этом напомнили за две недели до представления, вынужден был рисовать наброски позиций на открытках. Переходы же от одной позиции к другой, согласно идее Чарлипа, необходимо было придумать танцовщикам. Оказавшись в 1976 году в помещении для карантина в Австралии, куда он приехал для работы с местной сиднейской труппой, Чарлип использовал свой метод.

### Книжная иллюстрация
Будучи активно вовлечённым в театральные и хореографические постановки, в 1950-х Чарлип также начал зарабатывать как книжный дизайнер и автор и иллюстратор книг для детей. Одной из его первых работ стала книга Маргарет Уайз Браун «David’s Little Indian» (1956). Далее последовали его собственные книги — «Где все?», «Кажется, идет снег» и другие. За свою жизнь в качестве автора и иллюстратора Чарлип работал над более чем тридцатью книгами.

#### Избранные книги Реми Чарлип
- Dress Up and Let’s Have a Party (1956).
- Where is Everybody? (1957).
- It Looks Like Snow (1962).
- The Tree Angel (Вместе с Джудит Мартин, 1962).
- Jumping Beans (Вместе с Джудит Мартин, 1963).
- Fortunately (1964).
- Mother Mother I Feel Sick Send for the Doctor Quick Quick Quick (Вместе с Бартоном Сюпри, 1966).
- I Love You (1967).
- Arm in Arm (1969).
- What Good Luck What Bad Luck (1969).
- Thirteen (Вместе с Джерри Джойнером, 1975).
- Peanut Butter Party (1999).
- Sleepytime Rhyme (1999).
- A Perfect Day (2007).

#### Книги с его иллюстрациями
- The Curious Little Kitten (1956). Автор — Бернадин Кук.
- David’s Little Indian (1956). Автор — Маргарет Уайз Браун.
- What is the World? (1958). Автор — Бетти Майлз.
- The Dead Bird (1958). Автор — Маргарет Уайз Браун.
- A Moon or a Button (1959). Автор — Рут Краусс.
- A Day of Summer (1960). Автор — Бетти Майлз.
- A Day of Winter (1961). Автор — Бетти Майлз.
- Four Fur Feet (1961). Автор — Маргарет Уайз Браун.
- My Very Own Special Particular Private and Personal Cat (1963). Автор — Сандол Стоддард Варбург.
- What a Fine Day For… (1967). Автор — Рут Краусс.
- The Seeing Stick (1977). Автор — Джейн Йолен.

#### Издания на русском языке
- Где все? (2018), перевод Саши Мороз. Издательство «Лес рук».
- Повезло (2020), перевод Михаила Визеля. Издательство «Лес рук».